# دا (سيف بورمي)
دا (بالبورمية : ဓား) هي كلمة بورمية تعني "سكين" و"سيف". يُستخدم مصطلح دا تقليديًا للإشارة إلى مجموعة واسعة من السكاكين والسيوف التي يستخدمها العديد من الأشخاص عبر جنوب شرق آسيا، وخاصة ميانمار الحالية (بورما)، وتايلاند ، ويوننان، ولاوس، وكمبوديا. ولديه مصطلح مشابه في اللغة التايلاندية أيضا وهو دأب أو درب.

## التصميم

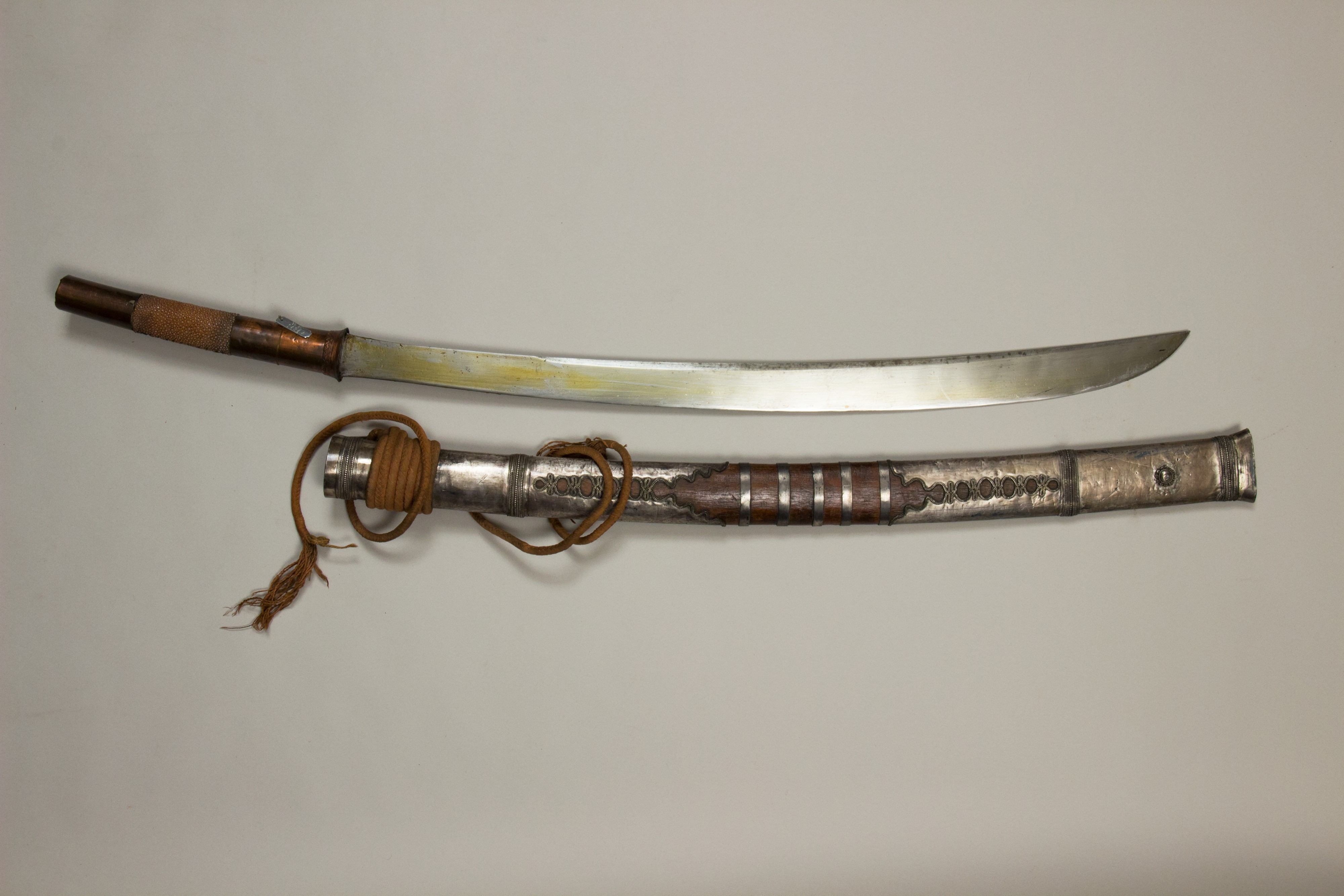
دا مع غمده

تختلف الدا بشكل كبير حسب المنطقة ولكنها تشترك في بعض الميزات التي تميزها عن الأسلحة والأدوات الأخرى في المنطقة. هذه الميزات عبارة عن قبضة مستديرة ذات مقطع عرضي، وشفرة طويلة منحنية بلطف (أحيانًا لأعلى، وأحيانًا أخرى لأسفل في اتجاه الاستخدام) مع حافة واحدة، وبدون واقي. تنظر المجموعات العرقية في المنطقة إلى السكاكين والسيوف التي تتمتع بهذه الخصائص على أنها من نوع واحد، وإن كان ذلك مع اختلافات ناشئة عن الأسلوب والتقاليد المحلية.  هناك عدد كبير من الأشكال المحتملة للطرف، حيث تم العثور على جميع الأنواع المائلة لأعلى، والمائلة للأسفل، والمربعة، والشبيهة بالرمح. غالبًا ما تكون الشفرات منقوشة، والتي يمكن أن تتراوح من علامة صانع بسيطة إلى تصميمات معقدة للغاية.
تتراوح المقابض من عرض اليد إلى طويلة جدًا. نسبة طول الشفرة/المقبض 2:1 ليست غير شائعة. على الرغم من هذه المقابض الطويلة، فإن معظم الدا مخصصة للاستخدام بيد واحدة، على الرغم من وجود بعض الأسلحة التي تستخدم باليدين. والواقي الخاص بالدا البورمي صغير جدا بالكاد تتم ملاحظته، ولدى الدأب التايلاندي واقي حماية مشابه للكاتانا الياباني.